# Anonimni Alkoholičari
Anonimni alkoholičari su zajednica muškaraca i žena koji međusobno izmjenjuju iskustva, snagu i nadu, kako bi mogli riješiti zajednički problem ovisnosti te mogli pomoći i drugima da se oporave od alkoholizma.
Za članstvo postoji samo jedan uvjet, a to je želja da se prestane piti.  A.A. nema nikakve veze ni s jednom vjerskom skupinom, skupinom, političkom ili drugom organizacijom i institucijom. A.A. ne želi sudjelovati u prijeporima, te ne podržava nikakve ciljeve niti im se protivi.

## Al-anon obiteljske grupe
Al-anon obiteljske grupe, Al-anon i Alateen su zajednice bračnih partnera, srodnika, djece i prijatelja onih koji imaju problema s pijenjem (bez obzira na to jesu li članovi Anonimnih Alkohoičara). Oni međusobno razmjenjuju svoja iskustva, međusobno se potpomažu i pružaju nadu jedni drugima, a sve da bi riješili svoje zajedničke probleme - strah, nesigurnost, nedostatak razumijevanja sebe samog i alkoholičara, upropaštene živote zbog alkoholizma, te obiteljske bolesti.
U Hrvatskoj djeluje Al-anon obiteljska grupa u Splitu.

## Al-Anon program
Al-anon program se bazira na Dvanaest Koraka i Dvanaest Običaja koje su kreirali AA, a vodi nas do osobnog osvješćivanja. Al-anon program naglašava duhovne vrijednosti i pokazuje nam kako se one mogu koristiti u suočavanju sa svakodnevnim situacijama.

## Dvanaest koraka AA
1. Priznali smo da smo bespomoćni pred alkoholom te da nismo mogli upravljati svojim životima
2. Povjerovali smo da nam Sila koja je jača od nas samih može obnoviti zdrav razum.
3. Odlučili smo predati svoju volju i život na brigu Bogu, kako ga mi razumijemo.
4. Bez straha smo obavili svoju moralnu inventuru.
5. Priznali smo Bogu, sebi samima i nekom drugom ljudskom biću pravu prirodu naših grešaka.
6. Bili smo potpuno spremni dozvoliti Bogu da ukloni sve naše karakterne nedostatke.
7. Ponizno smo Ga zamolili da ukloni naše mane.
8. Načinili smo listu svih osoba kojima smo naudili te smo postali voljni svima im to nadoknaditi.
9. Direktno smo ispravljali svoje greške učinjene tim ljudima, kad god je to bilo moguće, osim u slučajevima kada bi time njima ili drugima učinili nažao.
10. Neprestano smo preispitivali sebe i kada bismo pogriješili odmah bi to priznali.
11. Tragali smo putem molitve i meditacije kako da poboljšamo svoj svjesni kontakt s Bogom, kako ga mi razumjemo, moleći se za spoznaju njegove volje za nas, te za snagu da to sve ostvarimo.
12. Nakon što smo, kao rezultat poduzimanja ovih koraka, doživjeli duhovno buđenje, pokušali smo prenijeti ovu poruku alkoholičarima i primjenjivati ove principe u svim životnim situacijama.

## Dvanaest tradicija AA
1. Naša zajednička dobrobit treba biti na prvom mjestu; pojedinačno izlječenje ovisi od jedinstva AA.
2. U ostvarenju našeg zajedničkog cilja postoji samo jedan vrhovni autoritet – voljeni Bog, kako se on očituje u našoj zajedničkoj svijesti. Naši su čelnici samo pouzdane sluge; oni ne upravljaju.
3. Jedini uvjet za članstvo u A.A. je želja da se prestane piti.
4. Svaka grupa treba treba biti autonomna osim u pitanjima koja imaju utjecaj na druge Grupe ili AA u cjelini.
5. Svaka grupa ima samo jednu primarnu zadaću - prenijeti poruku do alkoholičara koji još uvijek pate.
6. Niti jedna grupa nikada ne smije davati podršku, financirati niti davati ime AA na uporabu bilo kojoj srodnoj organizaciji ili vanjskoj instituciji, kako nas problemi novca, imovine i utjecaja ne bi udaljili od naše glavne zadaće.
7. Svaka AA grupa mora biti u stanju u potpunosti se izdržavati sama, odbijajući priloge izvana.
8. Anonimni alkoholičari trebaju zauvijek ostati neprofesionalci iako u našim uslužnim centrima mogu raditi stručni uposlenici.
9. A.A. kao takav, nikada ne smije postati organiziran: ali mi možemo organizirati uslužne odbore ili vijeća koji će biti direktno odgovorni onima koje uslužuju.
10. Alcoholics Anomymus nema svoje mišljenje o vanjskim pitanjima; dakle ime A.A. se nikada ne smije uvući u javne sporove.
11. Naša politika za odnose s javnošću se zasniva na privlačenju prije nego promoviranju: moramo uvijek sačuvati osobnu anonimnost kada se radi o tisku, radiju i filmovima.
12. Anonimnost je duhovna osnova svih tradicija; ona nas stalno podsjeća da principi imaju prednost ispred osobnih stvari.

## Adresar AA Hrvatske
AA Hrvatske ima podružnice u sljedećim gradovima:
- Osijek
- Split
- Zagreb
- Labin

## Vanjske poveznice
AA Linkovi:
- AA Hrvatske
- AA Continental European Region – Mrežna stranica za Europu
- Alcoholics Anonymous – Mrežna stranica za Ameriku
- AA History – Povijest AA
- Al-Anon

Više o temi alkoholizma:
- Alkohološki Glasnik